# RYOTA
RYOTA（りょうた、1978年3月27日 - ）は、日本のマジシャン。
メディアでは「Mr.マリックの秘蔵っ子」と紹介されることもあるが、自らを「リアルマジシャン」と名乗る。各界の著名人や一流芸能人を唸らせ、テレビ、雑誌など各メディアで活躍中。自らのマジックを「リアルマジック」と名付け、その不思議さはまるで映画のCG合成を目の前で見ているかのようである。現在、全国各地でライブ活動をするだけに留まらず、数々の芝居、舞台、コンサートなどのマジック演出も手がけ、その活動範囲は広がり続けている。

## 人物
- 血液型はA型。
- 趣味はディズニーランド、万年筆の改造、タコス作り。
- 特技はドラム、ピアノ、英語。

## テレビ・ラジオ出演
- 1992年

　8月 CX「笑っていいとも！」出演
- 1998年

　11月 NTV「マチャミの全部いただきっ!!」
- 2000年

　4月　TX「快楽！じゃま式ランキング」
- 2003年

　5月　TBS「USO!?ジャパン」（RYOTA vs ふじいあきら）
　6月　TBS「USO!?ジャパン」（RYOTA vs 高橋ヒロキ）
　7月　TBS「USO!?ジャパン」（10強バトルAブロック）
　8月　TBS「USO!?ジャパン」（10強バトルBブロック）
　9月　TBS「USO!?ジャパン」（10強バトル決勝戦）
- 2004年

　5月　ANB「スイスペ！ あなたは信じられるか!?超マジック奇跡の空間！」
　6月　NHK総合「お昼ですよ！ふれあいホール」
　7月　TBS「王様のブランチ」（VTR出演）
　7月　TBS「爆笑問題のバク天」
　9月　ANB「スイスペ！あなたは信じられるか!?超マジック奇跡の空間！Part2」
　10月 ANB「『ぷっ』すま」
　10月 TBS「仰天！人類未体験映像　驚異の10秒show」(瞬間最高視聴率獲得）
　10月 TBS「王様のブランチ 視聴率ランキング」VTR出演
　10月 CX「笑っていいとも！」
　10月 CX「笑っていいとも！増刊号」
　11月 NTV「ニュースプラス１」
　11月 ラジオ新潟（公演の宣伝）
　12月 ANB「特注！オーダーメイドマジック！有名人を驚かせろ！」
- 2005年

　1月　MX「元日限定！初夢レストラン」
　1月　TBS「王様のブランチ」
　2月　ANB「ドスペ！あなたは信じられるか!?超マジック奇跡の空間！Part3」
　3月　BSフジ「ミラクルドリーム　Mr.マリックへの挑戦状！」
　4月　TBS「仰天！人類未体験映像　驚異の10秒show」（再放送）
　4月　TX「開運！なんでも鑑定団」
　6月　TX「開運！なんでも鑑定団」（再放送）
　7月　CX「笑っていいとも！」
　7月　CX「笑っていいとも！増刊号」
　8月　ANB「あしたまにゃーな」
　8月　関西テレビ「ほんじゃに！真夏のマジックスペシャル1」
　8月　関西テレビ「ほんじゃに！真夏のマジックスペシャル2」
　9月　ANB「Girls A Go Go! 美少女クラブ31」
　9月　TX「たけしの誰でもピカソ　秋のスペシャル」
　10月 NHK総合「金曜バラエティー」(RYOTA&ふじいあきら)
　11月 TBS「あなた説明できますか？」
　12月 NHK総合「金曜バラエティー」（RYOTA&Mr.カラー）
　12月 ANB「アドレな！ガレッジ」
　12月 TBS「Mr.マリックvs芸能界大スター＆魔術師軍団奇跡の超魔術対決SP」
　12月 東京FM 出演
- 2006年

　1月　NHK総合「金曜バラエティー」(RYOTA&ムッシュピエール）
　3月　ANB「アドレな！ガレッジ」
　4月　NHK総合「金曜バラエティー」出演（RYOTA&高橋ヒロキ）
　4月　TBS「学校へ行こう！MAX」
　7月　NHK総合「金曜バラエティー」（RYOTA&YOHEY）
　8月　TBS「チャンネル☆ロック」
　9月　NHK総合「金曜バラエティー」（RYOTA&ムッシュピエール）
　10月 TBS「Mr.マリックVSプリンセス天功！ 超魔術か・・・イリュージョンか!?宿命の初対決スペシャル」
　11月 TX「たけしの誰でもピカソ　Mr.マリックスペシャル」
　12月 NHK総合「金曜バラエティー」(RYOTA&ふじいあきら)
- 2007年

　1月　ANB「アドレな！ガレッジ」
　2月　NHK総合「金曜バラエティー」(RYOTA&カズカタヤマ)
　3月　TBS「Mr.マリック超魔術スペシャル」
　5月　NHK総合「金曜バラエティー」(RYOTA&YOHEY)
　7月　NHK総合「クイズモンスター」
　9月　ANB「アドレな！ガレッジ」
　9月　NHK総合「金曜バラエティー」(RYOTA&ケン正木)
- 2008年

　1月　ABC「志村＆所の戦うお正月」
　2月　TX「たけしの誰でもピカソ　Mr.マリックスペシャル」
　2月　NHK総合「金曜バラエティー」(RYOTA&マギー審司)
　3月　TBS「21世紀エジソン」(2週連続出演）
　4月　TBS「ひみつのアラシちゃん」CM出演　
　4月　CX「はぴフル！」
　5月　NHK教育「天才てれびくんMAX」
　6月　NHK総合「金曜バラエティー」(RYOTA&高橋ヒロキ&内田貴光)
　10月 NHK総合「金曜バラエティー」(RYOTA&麻友子&小泉エリ)
　12月 NTV「ナイナイプラス」
- 2009年

　2月　NHK総合「金曜バラエティー」(RYOTA&プリマベーラ)
　2月　TX「たけしの誰でもピカソ Mr.マリックSP」
　7月　NHK総合「金曜バラエティー」(RYOTA & DaiGo & KYOKO)
　8月　ANB「大人のソナタ」
- 2010年

　2月　NHK「金曜バラエティ」（RYOTA&プリマベーラ）
　2月　NTV「音楽戦士 -Music Fighter-」
　4月　TBS「知っとこ」
　8月　NTV「不可思議探偵団」
　12月 BS日テレ「人類最古のエンターテインメント!マジック4000年の歴史」
- 2011年

　1月　BS日テレ「人類最古のエンターテインメント!マジック4000年の歴史」(再)
　1月　NTV「不可思議探偵団」
　2月　TBS「奇跡ゲッター ブットバース！」
　2月　TBS「奇跡ゲッター ブットバース！」（再）
　2月　TBS「奇跡ゲッター ブットバース！」第２弾
　4月　TBS「王様のブランチ」アプリサーチコーナー
　4月　NTV「メレンゲの気持ち」
　4月　BS日テレ「人類最古のエンターテインメント!マジック4000年の歴史」(再)
　4月　ANB「Oh!どや顔サミット」
　6月　NTV「ヒルナンデス！」
　12月 TBS「アジアンエース」
　12月 BS朝日「スマートラウンジ」
　12月 韓国TV朝鮮「Magic Hole」
- 2012年

　1月　NTV「金曜スーパープライム」『ガキの使いやあらへんでSP！絶対に見逃してはいけない空港24時』
　2月　TBS「王様のブランチ」
　3月　TBS「アジアンエース」
　4月　韓国TV朝鮮「Magic Hole」
　5月　韓国TV朝鮮「Magic Hole」
　6月　NTV「ガチガセ」
　9月　TBS「ネプの笑える超法則！！」
　10月 関西テレビ「どっキング48」
　11月 日本テレビ「スクール革命！」
　12月 テレビ東京「ピラメキーノ」コーナーレギュラー出演
- 2013年

　1月　テレビ東京「ピラメキーノ」コーナーレギュラー出演
　2月　テレビ東京「ピラメキーノ」コーナーレギュラー出演
- 2014年

　2月　WOWOW「大人番組リーグ２『13FKAES -アナタは最後に騙される』」
　4月　テレビ東京「おはスタ」
　6月　Ustream「ぶるぺん」
　6月　WOWOW「大人番組リーグ２『13FKAES -アナタは最後に騙される』」
- 2015年

　1月　BS日テレ「木曜スペシャル」驚愕の奇跡!マジック革命軍団～誰も知らないミステリーを目撃せよ～（1部映像出演）
　8月　BS TBS「Mr.マリックの東京マジック散歩」
　12月 TBS「はやドキ！」クリスマスイブ生放送
- 2018年

　2月　テレビ朝日「オスカル！はなきんリサーチ」 11月 TBS「1番だけが知っている」VTR出演
12月 BS朝日「神業革命！スーパー4Kマジック〜新時代の超絶ミステリーを見抜けるか！〜」
- 2019年

　　　2月 Paravi「KAT-TUNの世界一タメになる旅！＋」
　　　3月 BS朝日「Mr.マリックからの挑戦状 神業革命！スーパー4Kマジック 第2弾」
　　　8月 テレビ朝日「日本人の3割しか知らないこと くりぃむしちゅーのハナタカ！優越館
　　　9月 BS朝日「神業革命！スーパー4Kマジック〜新時代の超絶ミステリーを見抜けるか！〜」（再放送）　
　　　10月 BS朝日「お笑い演芸館＋」スゴ技プロフェッショナル出演
- 2020年

　　　1月 BS朝日「神業革命！スーパー4Kマジック〜新時代の超絶ミステリーを見抜けるか！〜」（再放送）
　　　1月 BS朝日「Mr.マリックからの挑戦状 神業革命！スーパー4Kマジック 第2弾」（再放送）
　　　2月 BS朝日「お笑い演芸館＋」スゴ技プロフェッショナル出演（再放送）
　　　6月 ABEMA「GENERATIONS高校TV」生放送SP
　　　6月 ABCラジオ「#リアルをぶつけろ！ハッシュタグZ」生放送
　　　7月 BS朝日「スーパー4Kマジック第5弾」
　　　8月 ABEMA「GENERATIONS高校TV」ビデオ限定配信
　　　10月 dTV「シドSID」#10
　　　11月 dTV「シドSID」#11
　　　12月 テレビ東京アニメサイト「あにてれ 柿原徹也の○○」　
　　　12月 NHK総合「超絶神業！マジックバトル冬の陣」

## イベント出演
- 1996年　

　雑誌「ザ・テレビジョン」店頭キャンペーン
- 1997年　

　横浜ドリームランド「湘南マジックフェスティバル」
- 2001年　

　JCMA主催「マジックサークルスペシャル」ゲスト出演
　渋谷Gig-Antic「The Magicallusion Live!」開催
- 2004年　

　3月　Mr.マリックカーディシャンスクール開校記念イベント
　8月　横浜ロイヤルパークホテル「サマーブッフェ2004」
　11月 「ザ・スーパーマジックライブin新潟」
　11月 多摩美術大学　学園祭出演
- 2005年　

　2月　銀座博品館劇場　長期公演「Mr.マリック超魔術団Miracle Dream Vol.1」
　3月　「ザ・スーパーマジックライブin滋賀」
　7月　横浜プリンスホテル「マジカルディナーショー」
　8月　横浜ロイヤルパークホテル「サマーブッフェ2005」
　9月　三越劇場　「第47回テンヨーマジックフェスティバル」
　9月　名古屋マリオットアソシアホテル５周年記念パーティー
　10月 「ザ・スーパーマジックライブin石川」
　11月 千葉経済大学　学園祭マジック
- 2006年　

　4月　銀座博品館劇場　長期公演「Mr.マリック超魔術団Miracle Dream Vol.2」
　6月　ABCマート　リーボック　ロックポートキャンペーン
　8月　横浜ロイヤルパークホテル「サマーブッフェ2006」
- 2007年

　7月　浦安ブライトンホテル周年記念イベント
　8月　横浜ロイヤルパークホテル「サマーブッフェ2007」
- 2008年　

　7月　浦安ブライトンホテル周年記念イベント
　8月　横浜ロイヤルパークホテル「サマーブッフェ2008」
　8月　Mr.マリック　新・超魔術ライブ　ゲスト出演
- 2009年　

　7月　浦安ブライトンホテル周年記念イベント
　7月　東京おもちゃショー「テンヨーブース」
　8月　横浜ロイヤルパークホテル「サマーブッフェ2009」
　11月 品川区男女共同参画推進フォーラム2009
- 2010年　

　3月　Mr.マリック ジャパンツアー2010 in 座間
　3月　Mr.マリック ジャパンツアー2010 in 坂戸市文化会館
　3月　Mr.マリック ジャパンツアー2010 in 岐阜市民会館
　4月　Mr.マリック ジャパンツアー2010 in 飯塚
　4月　Mr.マリック ジャパンツアー2010 in 佐賀市文化会館
　5月　ほぼ日刊イトイ新聞　Mr.マリック Ustreamライブ
　7月　Mr.マリック ジャパンツアー2010 in 名鉄犬山ホテル（愛知県）
　7月　浦安ブライトンホテル周年記念イベント
　8月　Mr.マリック ジャパンツアー2010 in瑞浪市総合文化センター（岐阜県）
　8月　Mr.マリック ジャパンツアー2010 inシビックセンター（広島県）
　8月　横浜ロイヤルパークホテル「サマーブッフェ2010」
　9月　Mr.マリック ジャパンツアー2010 in新神戸オリエンタル劇場
　12月 Mr.マリック ジャパンツアー2010 in 越後湯沢
　12月 Mr.マリック ジャパンツアー2010 in 秋田県民会館
- 2011年

　3月　社団法人三郷青年会議所三月例会
　5月　ホテルオークラ千葉みなとディナーショー
　6月　東京おもちゃショー「テンヨーブース」
　7月　浦安ブライトンホテル周年記念イベント
　8月　横浜ロイヤルパークホテル「サマーブッフェ2011」
　9月　三越劇場「第53回テンヨーマジックフェスティバル」
- 2012年　

　6月　グランドエクシブ那須白河ディナーショー
　7月　浦安ブライトンホテル周年記念イベント
　8月　横浜ロイヤルパークホテル「サマーブッフェ2012」
- 2013年　

　1月　浦安ブライトンホテル新春イベント
　4月　浦安ブライトンホテル20周年記念イベント
　8月　横浜ロイヤルパークホテル「サマーブッフェ2013」
　8月　浦安ブライトンホテル20周年記念イベント
- 2014年

　6月　ホテルニューオータニ高岡「マジカルアメージングツアー」ディナーショー
　7月　徳島グランヴィリオホール「マジカルアメージングツアー」ディナーショー
　8月　横浜ロイヤルパークホテル「サマーブッフェ2014」
　12月 NASPAニューオータニ「マジカルアメージングツアー」ディナーショー
- 2015年

　3月　浦和ロイヤルパインズホテル｢マジカルアメージングツアー｣ディナーショー
　7月　ホテルニューオータニ高岡｢マジカルアメージングツアー｣ディナーショー
　8月　横浜ロイヤルパークホテル「サマーブッフェ2015」
- 2016年

　1月　ホテルオークラ東京｢マジカルアメージングツアー｣ディナーショー
　7月　「MAGiCAL PUNCHLiNE」1stミニアルバムリリースイベント
　8月　横浜ロイヤルパークホテル「サマーブッフェ2016」
- 2017年

　1月　エクシブ琵琶湖「リアルマジックディナーショー」　
　2月　アリオ市原｢リアルマジックライブ｣（2回公演）
　3月　エクシブ伊豆「リアルマジックディナーショー」
　4月　アリオ深谷｢リアルマジックライブ｣（2回公演）
　4月　グランドエクシブ浜名湖「リアルマジックディナーショー」（2回公演）
　6月　芸人まことPresents「Performer in The Dark」出演
　7月　King of Magic主催・RYOTA Presents「LOSANDER レクチャー」開催
　　　  手品家岡山店 広島店 三宮店「手品家セレクションVol.4」開催（6回公演）
　8月　東京ベイコート倶楽部「マジックサマー」ディナーショー（2回公演）
　9月　手品家新宿店「手品家セレクションVol.4」開催（2回公演）
- 2018年

　1月　原宿AREA-Q「Tokyo Magic Carnival」Mr.マリックSP出演
　3月　RYOTA x キャラメルマシーン「Comicareal Live!」手品家新宿店（2回公演）
　5月　RYOTA x キャラメルマシーン「Comicareal Live!」手品家岡山店（2回公演）
　　　  RYOTA x キャラメルマシーン「Comicareal Live!」手品家広島店（2回公演）
　6月　東京おもちゃショー「テンヨーブース」
　　　  RYOTA&Higar Presents「Real Combo Lecture」手品家新宿店
　　　  RYOTA&Higar Presents「Real Combo Lecture」手品家梅田店
　9月　「リアルマジックライブツアー2018」東京公演 手品家新宿店（2回公演）
　　  　「リアルマジックライブツアー2018」宮城公演 手品家仙台店（3回公演）
　　  　「リアルマジックライブツアー2018」福島公演 手品家郡山店（3回公演）
　　  　「リアルマジックライブツアー2018」大阪公演 手品家梅田店（2回公演）
　　  　「リアルマジックライブツアー2018」兵庫公演 手品家三ノ宮店（2回公演）
　　  　「リアルマジックライブツアー2018」岡山公演 手品家岡山店（2回公演）
　　  　「リアルマジックライブツアー2018」広島公演 手品家広島店（2回公演）
- 2019年
1月 グランドプリンスホテル「ニューイヤーズバラエティーショー」出演
8月　「ミラクルアゲインツアー2019」福井公演 手品家福井店（3回）
8月　「ミラクルアゲインツアー2019」愛媛公演 バックステージ（5回）
8月　「ミラクルアゲインツアー2019」福島公演 手品家郡山店（2回）
9月　「ミラクルアゲインツアー2019」北海道公演 手品家札幌店（2回）
9月　「ミラクルアゲインツアー2019」大阪公演 手品家梅田店（3回）
9月　「ミラクルアゲインツアー2019」兵庫公演 手品家三ノ宮店（2回）
9月　「ミラクルアゲインツアー2019」岡山公演 手品家岡山店（2回）
10月 「ミラクルアゲインツアー2019」東京公演 手品家新宿店（2回）
- 2020年
8月「リアルマジックライブ-Remote-」生配信ライブ
9月「リアルマジックライブ-Remote-」再配信（3日間）

## 演技指導・監修
- 2006年

　8月　日生劇場「One! The History of Tackey」
　12月 天王洲銀河劇場「バラエティショー2006~真冬のどんちゃん騒ぎ」
- 2007年　

　4月　CX「HEY! HEY! HEY!」滝沢秀明演技指導
　7月　新橋演舞場「滝沢演舞城」
　8月　大阪松竹座「World's Wing 翼 Premium」
　8月　TBS「学校へ行こう」ハリーポッター魔法学校
- 2009年　

　1月　帝国劇場「新春 滝沢革命」
　3月　新橋演舞場「滝沢演舞城」
　5月　KAT-TUN「史上初！東京ドーム 不滅の連続1週間」
　11月　CX「VVV6 東京Vシュラン2」
- 2010年　

　1月　帝国劇場「新春 滝沢革命」
　2月　日生劇場「赤西仁ソロライブ『友＆仁』」
　7月　CX「26時間テレビ」オープニング演出
- 2011年　

　1月　帝国劇場「新春 滝沢革命」
　2月　日生劇場「ゾロ・ザ・ミュージカル」
- 2012年

　1月　帝国劇場「新春　滝沢革命」
　4月　KARA１st全国ツアー「KARASIA」
　4月　日生劇場「滝沢歌舞伎」
　9月　WEBラジオ『華アワセ』公開録音
　12月 名古屋市総合体育館（日本ガイシホール） Soner Pocket「ソナポケイズム DE LA SPECIAL」
- 2013年　

　9月　歌舞伎座「新作歌舞伎　陰陽師」
　11月 サンミュージック「さんみゅ〜」定期ライブ
　12月 ハロー!プロジェクト「Juice=Juice」
- 2014年

　10月 菅田将暉ファンイベント「DAASUULAND20+1」（Route13)
- 2015年

　4月 オリエンタルランド 第2ショー開発部マジックコーディネート
　5月 中山優馬「中山優馬 Chapter 1 歌おうぜ！ 踊ろうぜ！ YOLOぜ！ TOUR｣
　8月 滝沢歌舞伎 10th Anniversary シンガポール公演
　9月 嵐『ARASHI BLAST in Miyagi』
　11月〜12月 嵐「ARASHI LIVE TOUR 2015 Japonism」
- 2016年

　1月 オリエンタルランド 第2ショー開発部マジックコーディネート
　2月 パシフィコ横浜「UKISS Sweet Valentine 2016」マジック監修
　4月 TOKYO MX「怪盗ジョーカー」トリック監修
　6月 劇団コノエノ！旗揚げ公演「エリコ オブ ザ デッド」マジック監修
　7月 「MAGiCAL PUNCHLiNE」1stミニアルバムリリースイベントマジック監修
　9月 帝国劇場「DREAM BOYS」マジック指導
　10月 E-Girls Flower「Flower Theater 2016 ~THIS IS Flower~」ツアーマジック監修
　12月 関ジャニ’sエンターテイメント(ドームツアー)マジック監修
　12月 帝国劇場「ジャニーズ・オールスター・アイランド」マジック監修
- 2017年

　1月　京王プラザホテル「Lovers in Wonderland」謎解きゲーム監修
　7月　手塚治虫生誕90周年記念「Amazing Performance W3」マジック監修
　9月　劇団コノエノと7%竹「スタディーinニュージーランド」マジック監修
　11月 手塚治虫生誕90周年記念「Amazing Performance W3」マジック監修
　11月 博多座・新歌舞伎座・シアター1010「夫婦漫才」マジック監修
　11月 ホリエモンプロデュースアイドル劇場 六本木「Magic & Live iQ」マジック監修
　11月 滝沢秀明ディナーショー「Tackey X’mas Show 2017」マジック監修
- 2018年

　2月 手塚治虫生誕90周年記念「Amazing Performance W3」マジック監修
　2月 「LIVING ROOM MUSICAL〜スターのいるレストラン〜」マジック監修
　6月 乃木坂46版ミュージカル「美少女戦士セーラームーン」マジック監修
　8月 NEO-Geisha「THE CHANGE」マジック監修
　9月 乃木坂46版ミュージカル「美少女戦士セーラームーン」マジック監修
- 2019年
1月 劇団コノエノと7％竹「ヴァンパイアバンド・ファイナル」マジック監修
2月 八景島シーパラダイス「シーパラ超魔術団」マジック監修
2月 明治座「夫婦漫才」マジック監修
4月 東京グローブ座「WILD」マジック監修
7月 シアタークリエ「SHOW BOY」マジック監修
7月 東京グローブ座「カノトイハナサガモノラ」マジック監修
9月 帝国劇場「Dream Boys」マジック監修
9月 日生劇場「少年たち To Be」マジック監修
12月 音楽劇「ロード・エルメロイII世の事件簿」マジック監修
- 2020年
2月 COOL JAPAN PARK OSAKA TTホール「CLONES」マジック監修
3月 「僕のヒーローアカデミア The "Ultra" Stage」マジック監修
6月 音楽劇「プラネタリウムのふたご」マジック監修
7月 「僕のヒーローアカデミア The "Ultra" Stage PLUS ULTRA ver.」マジック監修
9月 SCRAP リアル脱出ゲーム「古の魔術師と予言の箱」マジック監修
- 2022年

　　　4月 劇団四季「バケモノの子」
- 2024年

　　　4月 劇団四季「ゴースト&レディ」

## 雑誌・書籍
- 2000年　

　雑誌「TOKYO WALKER」掲載
　雑誌「日経TRENDY」掲載
- 2003年　

　雑誌「TVガイド」掲載
　雑誌「週刊アサヒ芸能」掲載
　雑誌「週刊ポスト」掲載
　雑誌「週刊プレーボーイ」掲載
- 2004年　

　宝島社「いきなりマジック塾」掲載
　読売新聞　掲載
- 2005年　

　雑誌「YOMIURI PC」掲載
　雑誌「Hanako」掲載
- 2010年

　学研「Mr.マリックの超カードマジック」
- 2020年

　　　デアゴスティーニ「ザ・マジック No.25」ゲスト出演

## 商品・オンラインメディア
- 2009年　

　12月 iPhoneアプリ「Magic Watch」発売
- 2010年　

　2月　NTTナレッジ「Mr.マリック マジシャン養成スクール」開校
　1月　iPhoneアプリ「ZURAカメラ」発売
　4月　iPhoneアプリ「SKBダイス」発売
　5月　iPhoneアプリ「Magic Watch Lite」発売
　10月 iPhoneアプリ「Animal Cam」発売
- 2011年　

　3月 iPhoneアプリ「Mind Camera」発売
　12月 RYOTAブログ「RYOTAのネタ帳」開始
- 2012年　

　3月　有料ブログ「RYOTAのネタ帳」開始
　7月　「Tribute to Wonder Sealer DVD」発売
　9月　「Wonder Eye」発売
- 2013年　

　8月　「Wonder FB」発売
- 2014年　

　10月 「Wonder SiB」発売
- 2017年

　8月 「愉快なレクチャー2」DVD発売（セオマジック）
　12月 「Melty Link」発売
- 2018年

　2月 「Cube: Impossible」発売
　6月 「Wonder Mirror」「Wonder Mirror Jr.」発売
- 2020年

　　 9月 株式会社テンヨー　2021年新製品3点　トレーラー制作
　11月 手品家セレクション2021 十文字幻斎　トレーラー制作

## レギュラー出演
- 1997年　

　レストラン「コメ・スタ」野田店レギュラー出演開始
- 1998年　

　レストラン「コメ・スタ」恵比寿店レギュラー出演開始
　レストラン「コメ・スタ」春日部店レギュラー出演開始
- 1999年　

　レストラン「Rozi」新橋店レギュラー出演開始
- 2002年　

　「ウェアハウス」岩槻店レギュラー出演開始
　レストラン「芝浦たむく」レギュラー出演開始
- 2003年　

　「ウェアハウス」草加店レギュラー出演開始
　「ウェアハウス」市川店レギュラー出演開始
　レストラン「和食創作料理 あんしぇ」レギュラー出演開始
- 2005年　

　レストラン「なだ万アプローズ」新宿店レギュラー出演開始
- 2013年

　レストラン「エル・アルボル」四谷　不定期出演

(現在、定期的にショーを行っている店舗はございません）